# Hoya fusca
Hoya fusca är en oleanderväxtart som beskrevs av Wallich. Hoya fusca ingår i släktet Hoya och familjen oleanderväxter. Inga underarter finns listade i Catalogue of Life.